# Octombrie 1985
Acest articol este generat integral pe baza informațiilor din articolul 1985 și este actualizat periodic de un robot.
 Editările făcute în articol vor fi șterse la următoarea actualizare! Dacă doriți să faceți modificări, editați articolul-sursă.

ianuarie -
februarie -
martie -
aprilie -
mai -
iunie -
iulie -
august -
septembrie -
octombrie -
noiembrie -
decembrie
Octombrie 1985 a fost a zecea lună a anului și a început într-o zi de marți.

## Evenimente
- 7 octombrie: A fost deturnată nava italiană "Achille Lauro" aflată în croazieră pe Marea Mediterană cu peste 400 persoane la bord, de membrii organizației "Frontul pentru Eliberarea Palestinei".
- 19 octombrie: Alain Prost își câștigă primul titlu mondial în Formula 1.

## Nașteri
- 1 octombrie: Catrinel Menghia, fotomodel și actriță română
- 1 octombrie: Dušan Savić, fotbalist macedonean
- 2 octombrie: Ciprian Marica (Ciprian Andrei Marica), fotbalist român (atacant)
- 8 octombrie: Bruno Mars (n. Peter Gene Hernandez), cântăreț american
- 8 octombrie: Simone Bolelli, jucător italian de tenis
- 10 octombrie: Marina and the Diamonds, cantautoare galeză
- 10 octombrie: José Nadson Ferreira, fotbalist brazilian
- 12 octombrie: Gheorghe Ovseanicov, fotbalist din R. Moldova
- 12 octombrie: Sérgio Fernando Silva Rodrigues, fotbalist portughez
- 14 octombrie: Sherlyn (Sherlyn Montserrat González Díaz), actriță mexicană
- 14 octombrie: Kira Rudîk, politiciană ucraineană
- 15 octombrie: Li Guojie, scrimer chinez
- 15 octombrie: Walter López, fotbalist uruguayan
- 17 octombrie: Krisztián Pogacsics, fotbalist maghiar
- 22 octombrie: Deontay Wilder (Deontay Leshun Wilder), pugilist american
- 23 octombrie: Sabina Cojocar (Sabina Carolina Cojocar), cântăreață și sportivă română (gimnastică artistică)
- 24 octombrie: Georgian Păun, fotbalist român
- 24 octombrie: Giordan Watson (Giordan Lee Watson), baschetbalist româno-american
- 26 octombrie: Kafoumba Coulibaly, fotbalist ivorian
- 27 octombrie: Laurisa Landre, handbalistă franceză
- 28 octombrie: Salih Jaber, fotbalist irakian
- 29 octombrie: Laura-Charlotte Syniawa, actriță germană
- 30 octombrie: Ragnar Klavan, fotbalist estonian

## Decese
- 1 octombrie: Alexandru Obreja, geograf român (n. 1908)
- 2 octombrie: Rock Hudson (n. Roy Harold Scherer Jr.), 59 ani, actor american (n. 1925)
- 4 octombrie: Prințesa Eudoxia a Bulgariei (n. Eudoxia Augusta Philippine Clementine Maria), 87 ani, prințesă Bulgară (n. 1898)
- 8 octombrie: Riccardo Bacchelli, 94 ani, scriitor italian (n. 1891)
- 10 octombrie: Yul Brynner (n. Iuli Borisovici Briner), 65 ani, actor american de etnie evreiască (n. 1920)
- 10 octombrie: Orson Welles (George Orson Welles), 70 ani, regizor, actor și scenarist american (n. 1915)
- 11 octombrie: Alex La Guma, 60 ani, romancier sud-african (n. 1925)
- 20 octombrie: Marius Robescu, 42 ani, poet român (n. 1943)
- 27 octombrie: Alice Botez, 71 ani, scriitoare română (n. 1914)